# Lotnisko Chociebuż-Drewitz
Port lotniczy Chociebuż-Drewitz – port lotniczy położony 25 kilometrów na północny wschód od Chociebuża, w Drewitz, w Brandenburgii, w Niemczech.
Został zamknięty w 2020, w 2024 lokalne władze ogłosiły, że teren po lotnisku ma zostać w przyszłości przekształcony w ekologiczny park przemysłowy.